# Dům Kráter

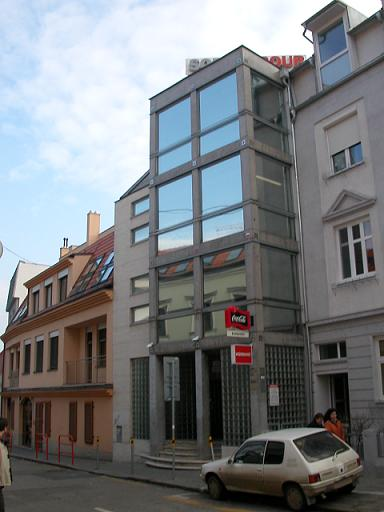
Dům Kráter

Dům Kráter je dům v Bratislavě na ulici Vysoká 15. Postaven byl v druhé polovině 90. let 20. století.

## Autor a realizace
Roman Hájek, spolupráce Andrej Alexy, projekt 1995, realizace 1997, Bratislava

## Filozofie budovy
"V urbanistické rovině vychází z potřeby vytvořit kontinuální městské prostředí odpovídající centrální poloze území hlavního města a kvalitě adekvátní začátku 21. století v kontextu designu současné doby. Odumírající nefunkční struktury sídelního útvaru přirozeně nahrazuje nová hodnota při respektování původní parcelace jako odkazu na historické genius loci daného prostředí. vnutroblokovom prostor kvalitativní prověřený historií dostává novou formu jako odezvu živé součásti organismu města.
V rovině architektury jednoduchost, otevřenost, čistota tvarů dráždí, irituje, pobuřují i vyzývají na konverzaci, dialog. Architektura, o níž se nemluví, nežije a město, které nekomunikuje svou architekturou, jen živoří. Proto jsme komunikaci povýšili na nosný motiv celé budovy. Základním předpokladem úspěšné komunikace je otevřenost a pravdivost. Za pomoci odhalování podstaty fungování věcí, v přiznávání materiálů, konstrukční tektoniky jakož i technických zařízení a jejich povýšení na skulpturální prvek.
V poloze interiéru lidský až intimní rozměr v části administrativně-privátního prostředí s výhledem na systém zelených střech a žijícího atria s jejich funkčním využitím plynule přechází do expresivního až výbušného prostoru kavárny a nočního pubu. Interiér je komponovaný v systému navzájem souvisejících a prolínajících se prostor, které se otevírají horizontální a vertikální. V tomto prostorovém uspořádání se návštěvník stává nedílnou součástí architektury, dynamizuje ji při zachování svobodné vůle rozhodnout se, zda bude divákům nebo exponátem. "
Hájek R., Alexy A., Projekt 03/1999

## O budově
Kráter na jedné straně představuje posun v myšlení ve vztahu k historickému prostředí, na druhé straně ukazuje jako v současnosti může vypadat interiér, současně vypovídá o generačních pocitech i architektonické diskusi. Kromě kavárny a pubu určeného pro diskotéky a koncerty současné hudby, se zde nacházejí kanceláře a v nejvyšším podlaží je byt. Od podzimu 2006 slouží i jako gay klub.

## Urbanistické řešení
Objekt stojí v rozmanité struktuře bývalé městské periferie s relikty tradiční vinařské zástavby v Bratislavě na Vysoké 15. Zachovává původní rozparcelování (délka parcely 36 m, šířka čelní fasády 8,5 m a vnitrobloku 18 m), forma je ale moderní a jednoduchá.

## Architektonické řešení
Fasáda domu je členěna na dvě části. Jednou je betonový skelet s velkými funkcionalistickými okny připomínajícími výklady. Taková betonová fasáda byla v Bratislavě použita poprvé. Druhá část otáčející se do historické části ulice navazuje na sousední objekt a je horizontálně členěná dřevěným obkladem a pásovými okny. Celá stavba se drží pravidelné rytmiky. Čtvercový rastr na fasádě postupuje dále do hloubky objektu.
Stejný kánon určuje tvary prostoru i interiérové výbavy. Relativně malá vstupní hala symbolizuje jakýsi dialog mezi exteriérem a interiérem budovy.
Ve dvou podzemních podlažích je situován pub. V úrovni přízemí se přímo z haly přechází do Art kavárny, ve které se pořádají výstavy výtvarného umění. Prostor kavárny je spojen s pubem otevřením stropu, přičemž toto prostorové propojení přechází plynule přes obě suterénní podlaží. Otevřením resp. propojením těchto prostor vznikl ústřední motiv objektu, ze kterého v přeneseném významu se vyvodil i název klubu, dnes už i celého domu – Kráter.
Přes tři podlaží prohloubeného prostoru se táhne široký pás červeného nátěru. V nejvyšší úrovni je prostor přeložen jen subtilní lávkou. Uvnitř dominují zábradlí z broušeného nerezu, trouby vzduchotechniky a neony vytvářející modrou iluminaci. Hodně světlého dřeva, ze kterého jsou vyrobeny lavice, stoly a židle tento chladný betonově-železný kráter oteplují a zlidštit ho.
Druhé, třetí a čtvrté podlaží slouží jako administrativní prostory, výtahem a schodištěm přístupné ze vstupní haly. V posledním podlaží se nachází mezonetový byt s terasami.
Dalším určujícím faktorem ovlivňujícím dispoziční a hmotové řešení bylo zajistit dostatek denního osvětlení v hustě zastavěné struktuře. Tento problém vyřešilo vytvoření vnitroblokového atria. Světlotechnické požadavky přímo ovlivňovaly formování architektonického výrazu členěním hmot a prostorů do soustavy zelených teras a pavlačí v různých úrovních. Vznikly tak intimní a originální vnitroblokové prostory.
Řešení fasády celého vnitrobloku koresponduje s ideou uliční fasády použitím velkých francouzských oken a čistou plochou omítky bílé barvy.

## Ocenění
Dům Kráter se stal prvním laureátem ceny ARCH v r.1998